# Campeonato Rondoniense 2015
In 2015 werd het 69ste Campeonato Rondoniense gespeeld voor voetbalclubs uit de Braziliaanse staat Rondônia. De competitie werd georganiseerd door de FFER en werd gespeeld van 5 april tot 4 juli. Er werden twee toernooien gespeeld, beide toernooiwinnaars bekampten elkaar in de finale. Genus werd kampioen. 

## Eerste toernooi

### Eerste fase
| Plaats | Club      | Wed. | W | G | V | Saldo | Ptn. |
| ------ | --------- | ---- | - | - | - | ----- | ---- |
| 1.     | Vilhena   | 4    | 2 | 2 | 0 | 7:2   | 8    |
| 2.     | Ji-Paraná | 4    | 2 | 2 | 0 | 6:2   | 8    |
| 3.     | Ariquemes | 4    | 1 | 2 | 1 | 4:5   | 5    |
| 4.     | Genus     | 4    | 0 | 3 | 1 | 2:3   | 3    |
| 5.     | Guajará   | 4    | 0 | 1 | 3 | 0:7   | 1    |

|  | Geplaatst voor finale |

### Finale
|            |                    |       |            |                    |
| 7 mei Heen | Ji-Paraná          | 1 – 1 | Vilhena    | Biancão, Ji-Parana |
| 7 mei Heen | André Morosini 47' |       | 38' Cabixi | Biancão, Ji-Parana |

|             |                                            |       |           |                             |
| 7 mei Terug | Vilhena                                    | 4 – 0 | Ji-Paraná | Portal da Amazônia, Vilhena |
| 7 mei Terug | Cabixi 22', 72' Edilsinho 49' Salatiel 86' |       |           | Portal da Amazônia, Vilhena |

## Tweede toernooi

### Eerste fase
| Plaats | Club      | Wed. | W | G | V | Saldo | Ptn. |
| ------ | --------- | ---- | - | - | - | ----- | ---- |
| 1.     | Vilhena   | 4    | 4 | 0 | 0 | 9:1   | 12   |
| 2.     | Genus     | 4    | 3 | 0 | 1 | 9:2   | 9    |
| 3.     | Ariquemes | 4    | 1 | 1 | 2 | 4:3   | 4    |
| 4.     | Ji-Paraná | 4    | 1 | 0 | 3 | 6:10  | 3    |
| 5.     | Guajará   | 4    | 0 | 1 | 3 | 0:12  | 1    |

|  | Geplaatst voor finale |

### Finale
|              |                 |       |         |                      |
| 18 juni Heen | Genus           | 1 – 0 | Vilhena | Aluizão, Porto Velho |
| 18 juni Heen | Fernandinho 71' |       |         | Aluizão, Porto Velho |

|               |            |       |               |                             |
| 21 juni Terug | Vilhena    | 3 – 4 | Genus         | Portal da Amazônia, Vilhena |
| 21 juni Terug | Cabixi 97' |       | 65' Tcharlles | Portal da Amazônia, Vilhena |

## Finale
|              |                  |       |            |                      |
| 28 juni Heen | Genus            | 2 – 1 | Vilhena    | Aluizão, Porto Velho |
| 28 juni Heen | Tcharles 7', 38' |       | 64' Cabixi | Aluizão, Porto Velho |

|              |                               |       |                                                        |                             |
| 4 juli Terug | Vilhena                       | 3 – 4 | Genus                                                  | Portal da Amazônia, Vilhena |
| 4 juli Terug | Edilsinho 49' Cabixi 39', 69' |       | 53' (pen) Fernandinho 63', 70' Thiago Xuxa 82' Guarate | Portal da Amazônia, Vilhena |

## Kampioen
| Campeonato Rondoniense de 2015 |
| Rondônia                       |
| ------------------------------ |
| GENUS Kampioen (1° titel)      |